# U-Bahnhof Maillingerstraße
Der U-Bahnhof Maillingerstraße ist ein nach dem Infanteriegeneral und bayerischen Kriegsminister Joseph Maximilian Fridolin von Maillinger benannter U-Bahnhof in München. Er wird von der Linie U1 und seit dem 12. Dezember 2011 von der Verstärkungslinie U7, die nur in der Hauptverkehrszeit fährt, bedient.
Der Bahnhof liegt in der Nähe der Maillingerstraße und unter der Nymphenburger Straße an der Grenze zwischen Maxvorstadt und Neuhausen in nordwestlicher Richtung. Er wurde am 8. Mai 1983 eröffnet. Die Maillingerstraße war 1876 Endstation der ersten Linie der Münchner Pferdebahn, des Vorläufers der Tram. Sie verlief vom Promenadeplatz durch die Nymphenburger Straße bis zur Haltestelle Burgfrieden-Maillingerstraße.
Der U-Bahnhof ist ähnlich gestaltet wie der Rotkreuzplatz und der Stiglmaierplatz. Die Hintergleiswände bestehen aus braunen und weißen Lamellen, die immer dicker bzw. dünner werden. Der Boden ist mit Isarkiesel-Motiv gepflastert. Die Decke ist mit Aluminium-Lamellen und zwei Lichtbändern ausgestattet. Die Säulen in der Bahnsteigmitte sind mit braunen Fliesen bedeckt. Mitte 2008 wurde die Verkleidung an den Säulen in Bahnsteigmitte entfernt, da die Verklebung der Keramikfliesen nach gut 25 Jahren porös war und einzelne Fliesen bereits abgefallen waren. Die Säulen sollen neu mit Fliesen verkleidet werden.
| Linie | Linienverlauf |
| ----- | --- |
| U1    | Olympia-Einkaufszentrum – (625 m) – Georg-Brauchle-Ring – (788 m) – Westfriedhof – (830 m) – Gern – (1007 m) – Rotkreuzplatz – (1102 m) – Maillingerstraße – (878 m) – Stiglmaierplatz – (1071 m) – Hauptbahnhof – (905 m) – Sendlinger Tor – (746 m) – Fraunhoferstraße – (1116 m) – Kolumbusplatz – (898 m) – Candidplatz – (692 m) – Wettersteinplatz – (585 m) – St.-Quirin-Platz – (923 m) – Mangfallplatz |
| U7    | Olympia-Einkaufszentrum – (625 m) – Georg-Brauchle-Ring – (788 m) – Westfriedhof – (830 m) – Gern – (1007 m) – Rotkreuzplatz – (1102 m) – Maillingerstraße – (878 m) – Stiglmaierplatz – (1071 m) – Hauptbahnhof – (905 m) – Sendlinger Tor – (746 m) – Fraunhoferstraße – (1116 m) – Kolumbusplatz – (711 m) – Silberhornstraße – (553 m) – Untersbergstraße – (654 m) – Giesing – (1280 m) – Karl-Preis-Platz – (868 m) – Innsbrucker Ring – (982 m) – Michaelibad – (1708 m) – Quiddestraße – (778 m) – Neuperlach Zentrum |